# Linospora saligna
Linospora saligna är en svampart som först beskrevs av Ehrh. ex Pers., och fick sitt nu gällande namn av Giovanni Battista Traverso 1906. Linospora saligna ingår i släktet Linospora, ordningen Diaporthales, klassen Sordariomycetes, divisionen sporsäcksvampar och riket svampar.   Inga underarter finns listade i Catalogue of Life.
I den svenska databasen Dyntaxa används istället namnet Linospora capreae för samma taxon.  Arten är reproducerande i Sverige.